# Brno-jih
Brno-jih (niem. Eiwanowitz) – jedna z 29 części miasta Brna. Położona jest w południowej części miasta, na obu brzegach Svratki.